# Ariel Versace
Ariel Versace (nascut el 13 d'abril de 1992) és el nom artístic de Bryan Philip Neel, un drag queen i dissenyador de perruques nord-americà, conegut sobretot per competir a l'onzena temporada de la sèrie de televisió RuPaul's Drag Race. L'autodenominada "bratz doll " va néixer a Nova Jersey i es diu Bryan Philip a OnlyFans.

## Carrera
Bryan Neel va néixer a Susan Neel i va començar a actuar en drag el 2013. El nom d'Ariel Versace prové del personatge principal de " La Sirenita " i de la marca de moda. El 2015, va treballar com a maquilladora per a la pel·lícula independent "Deadly Gamble".
Va ser anunciada com una de les quinze reines repartides a RuPaul's Drag Race el 2019. Va ser eliminada al repte del ball monster de l'episodi cinc. Poc després d'acabar la temporada, va llançar el seu primer senzill, "Venomous" el 4 de juny de 2019.
És propietària d'un negoci de perruques anomenat Drag By Chariel amb la seva parella Chastity St. Cartier.